# Gabriel von Max

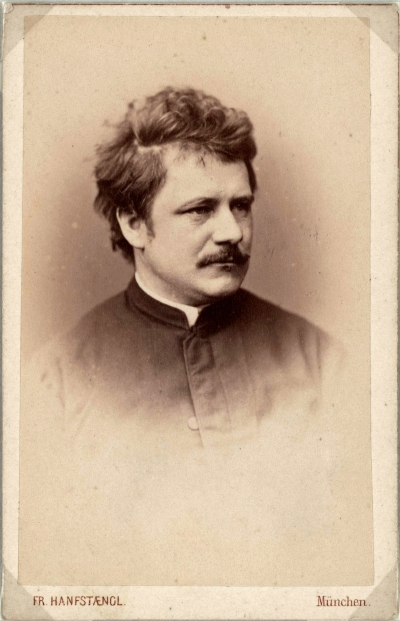
Gabriel von Max.

Gabriel Cornelius Ritter von Max, nacido como Gabriel Cornelius Max, (23 de agosto de 1840 - Múnich, 24 de noviembre de 1915) fue un pintor austriaco nacido en Praga.

## Biografía

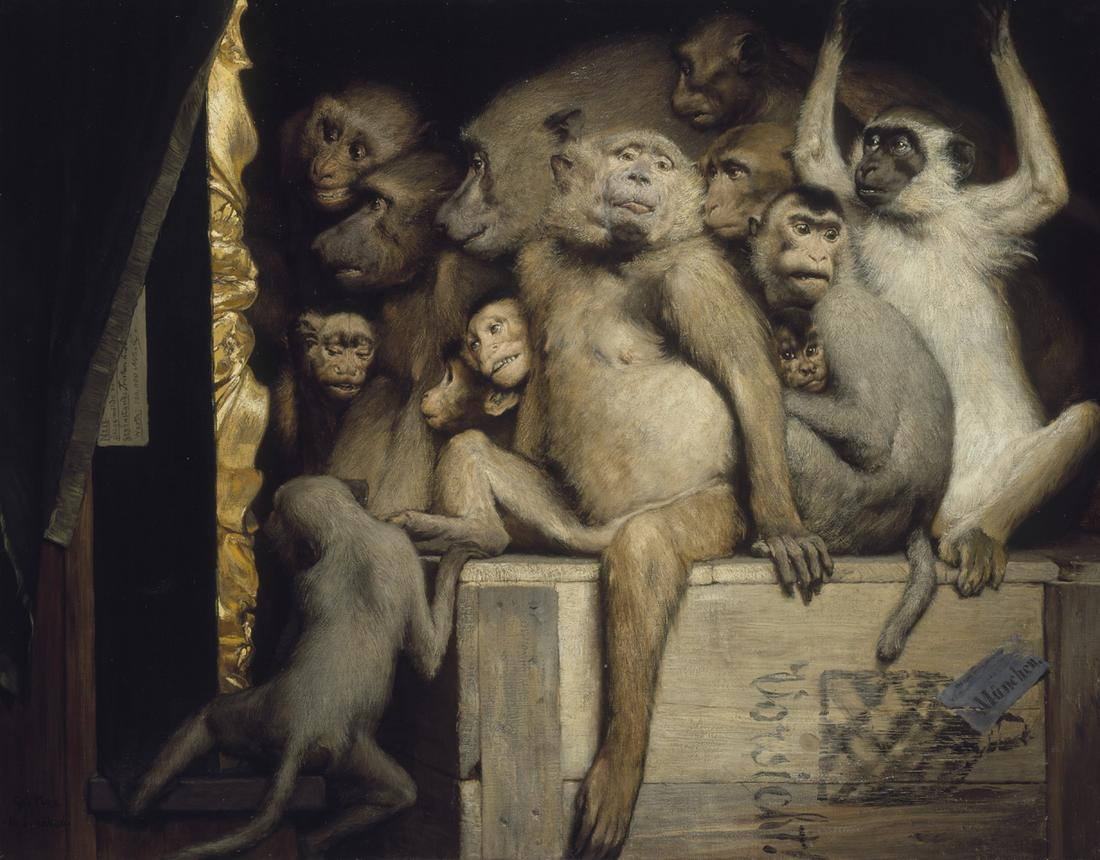
Monos como jueces del arte, 1889.

Al nacer sus padres le llamaron Gabriel Cornelius Max; era hijo del escultor Josef Max y su esposa Anna Schumann. Estudió entre 1855 y 1858 en la Academia de Artes de Praga con Eduard von Engerth. Entre otras materias estudió parapsicología, sonambulismo, hipnotismo, espiritismo, darwinismo, filosofía asiática, las ideas de Schopenhauer y diversas tradiciones místicas. Su interés por el movimiento espiritual-místico fue enfatizado por los escritos de Carl du Prel, y por el pintor de Múnich Albert Keller también fue una influencia.
Su primer gran lienzo fue pintado en 1858 mientras estudiaba en la Academia de Praga. Continuó sus estudios en la Academia de Arte de Viena con Karl von Blaas, de, Christian Ruben y Carl Wurzinger. De 1863 a 1867 estudió en la Academia de Múnich con Carl Theodor von Piloty, y también con Hans Makart y Franz Defregger. Su primer éxito de crítica fue en 1867 con el cuadro "Mártir en la cruz": ese cuadro transformó el "Unglücksmalerei" (paleta oscura) de Piloty en un simbolismo religioso-místico utilizando una interpretación psicológica de su tema.
Continuó usando la paleta oscura de la escuela Piloty hasta bien entrada la década de 1870, y luego se movió hacia una paleta más apagada, usando menos colores más claros. A partir de 1869, Gabriel von Max tenía su estudio en Múnich; en el verano, estuvo en Ammerland en el lago Starnberger. Entre 1879 y 1883, Gabriel Max fue profesor de Pintura Histórica en la Academia de Múnich; también se convirtió en miembro de la Sociedad Teosófica. En 1900 fue ennoblecido y se convirtió en Ritter. Murió en Múnich en 1915.
Su interés por los estudios antropológicos también se manifestó en su obra. Poseía una gran colección científica de hallazgos prehistóricos etnológicos y antropológicos: la colección y su correspondencia ahora residen en el Reiss-Engelhorn-Museen en Mannheim. En su residencia en el lago Starnberger, Max se rodeó desde 1870 de una familia de monos, que pintaba a menudo, retratándolos a veces como humanos. Max, junto con sus colegas, solía utilizar fotografías para guiar la pintura. La gran cantidad de fotografías de monos en su archivo dan testimonio de su uso como modelos en sus pinturas. En 1908, su pintura "La novia del león" se hizo célebre y fue representada en películas como un homenaje, como en la película de Gloria Swanson Hombre y mujer, (1919), dirigida por Cecil B. DeMille.
Gabriel von Max fue un artista significativo que surgió de la Escuela de Piloty, porque abandonó los temas de la Grunderzeitliche (género e historia), para desarrollar un lenguaje pictórico alegórico-místico, que se convirtió en propio del arte secesionista. Ejemplos característicos del estilo etéreo de Max son "The Last Token" (en el Museo Metropolitano de Arte) y "Luz" (en el Museo de Arte Occidental y Oriental de Odesa, Ucrania).
La mayor colección de la obra de Gabriel von Max en los Estados Unidos está en manos de la Colección Jack Daulton en Los Altos Hills, California.

## Galería

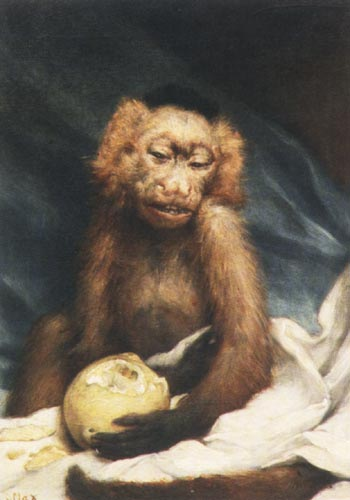
Mono con limón; experiencias amargas, The Jack Daulton Collection, Los Altos Hills, California.
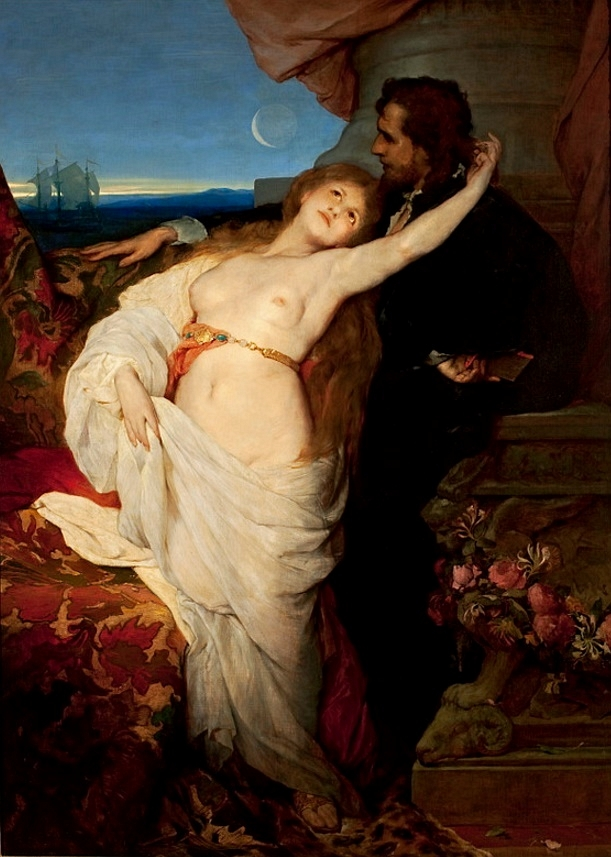
Tannhäuser, c. 1878; Museo Nacional, Varsovia.
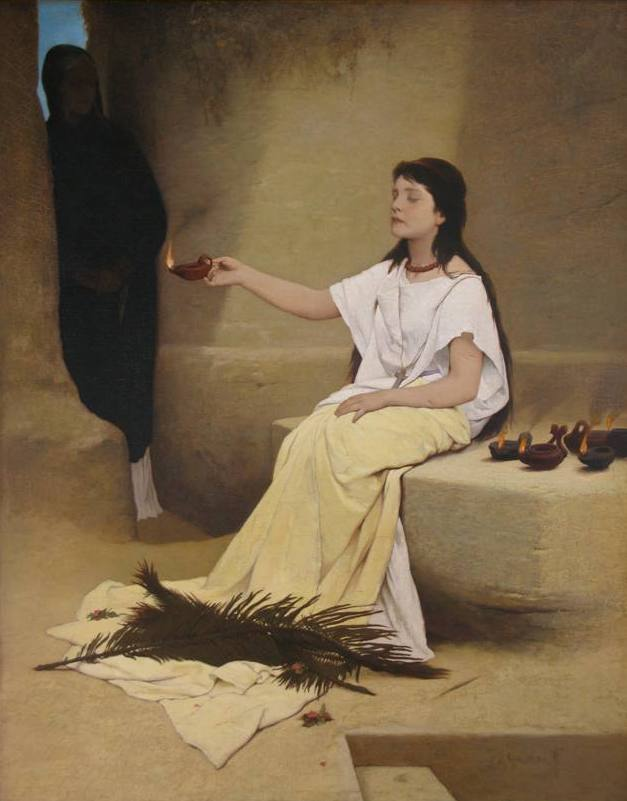
Luz.
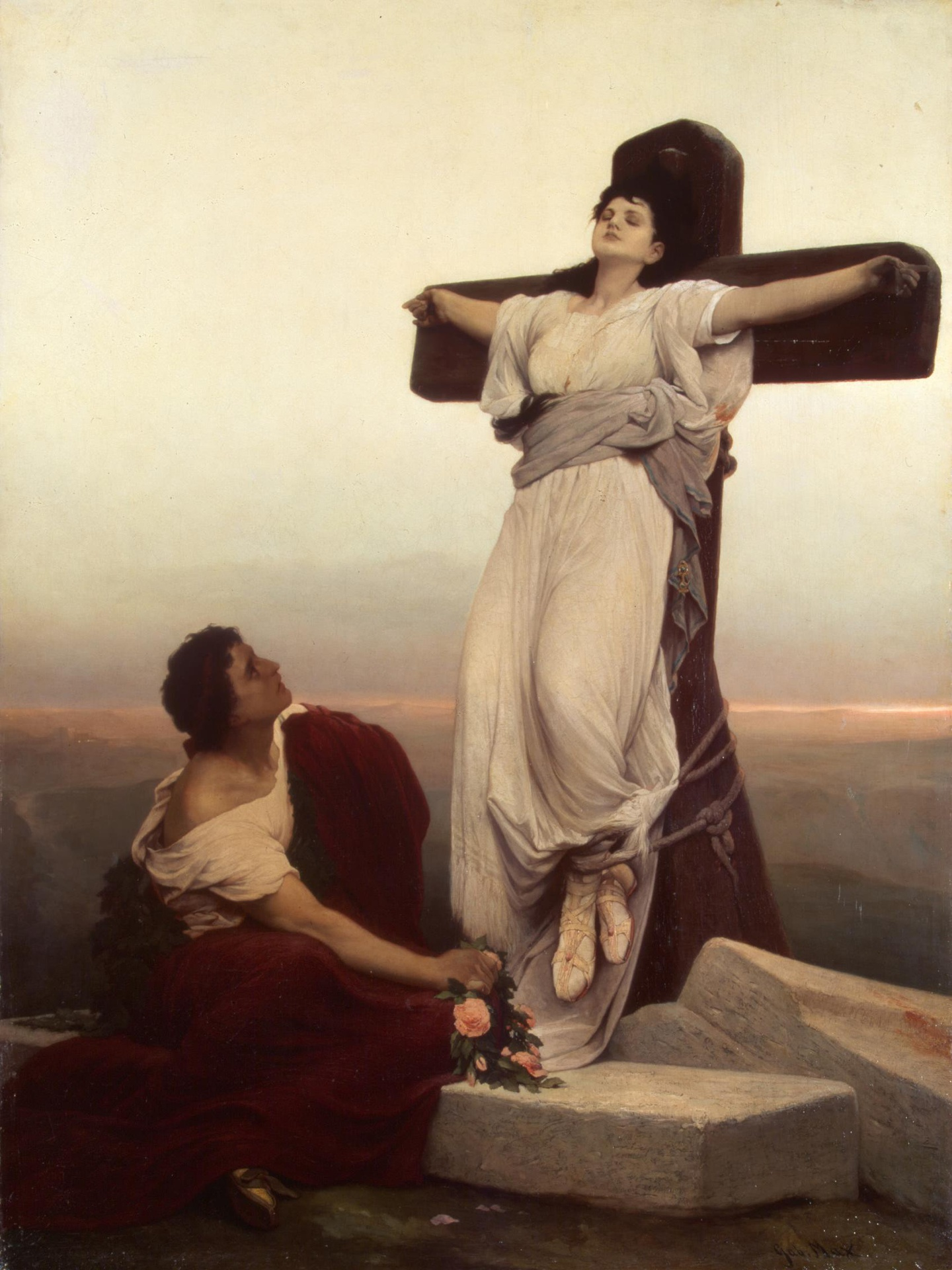
La mártir en la cruz, 1867.
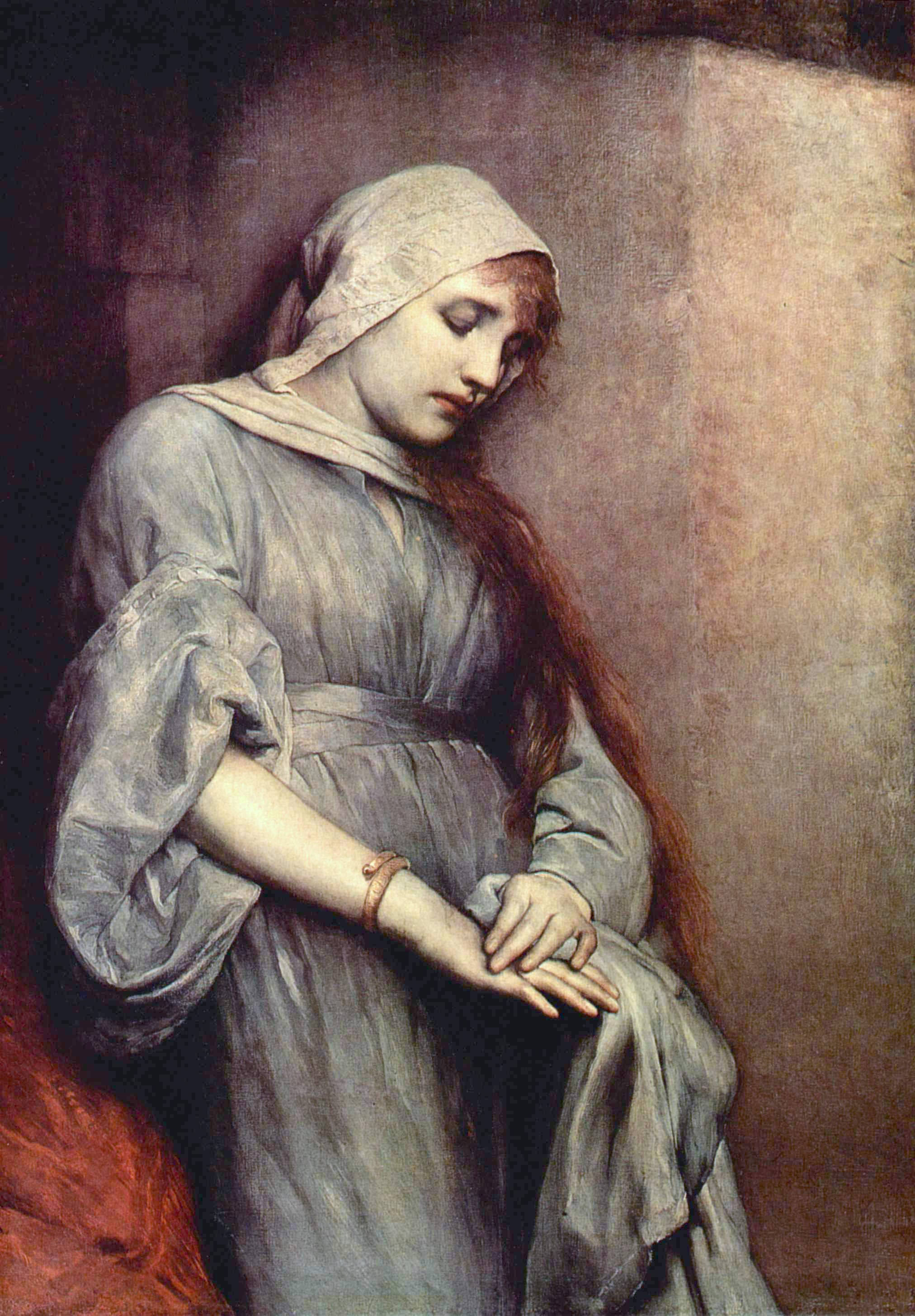
Lady Macbeth, 1885.
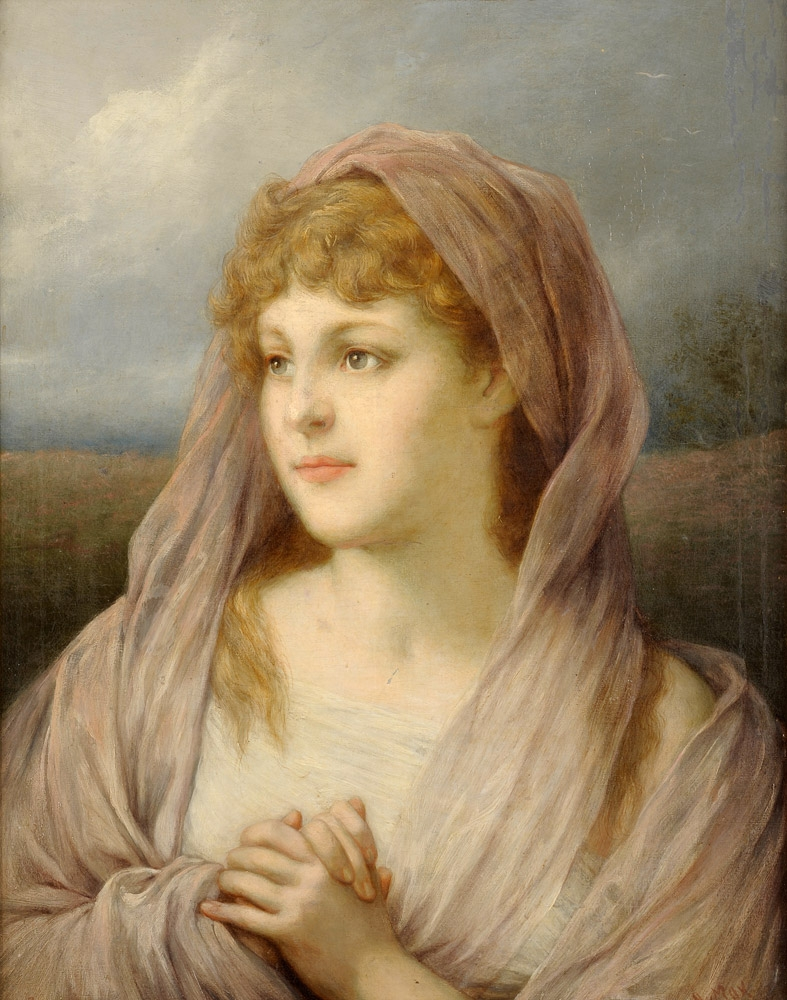
Joven rubia con velo.
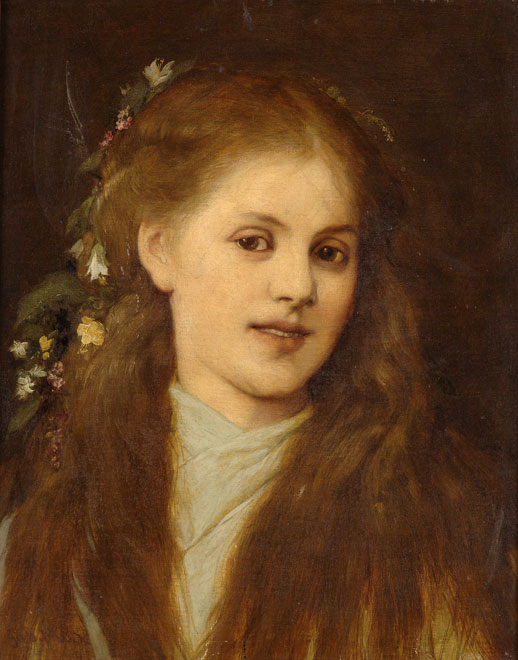
Mujer joven con flores en el pelo.
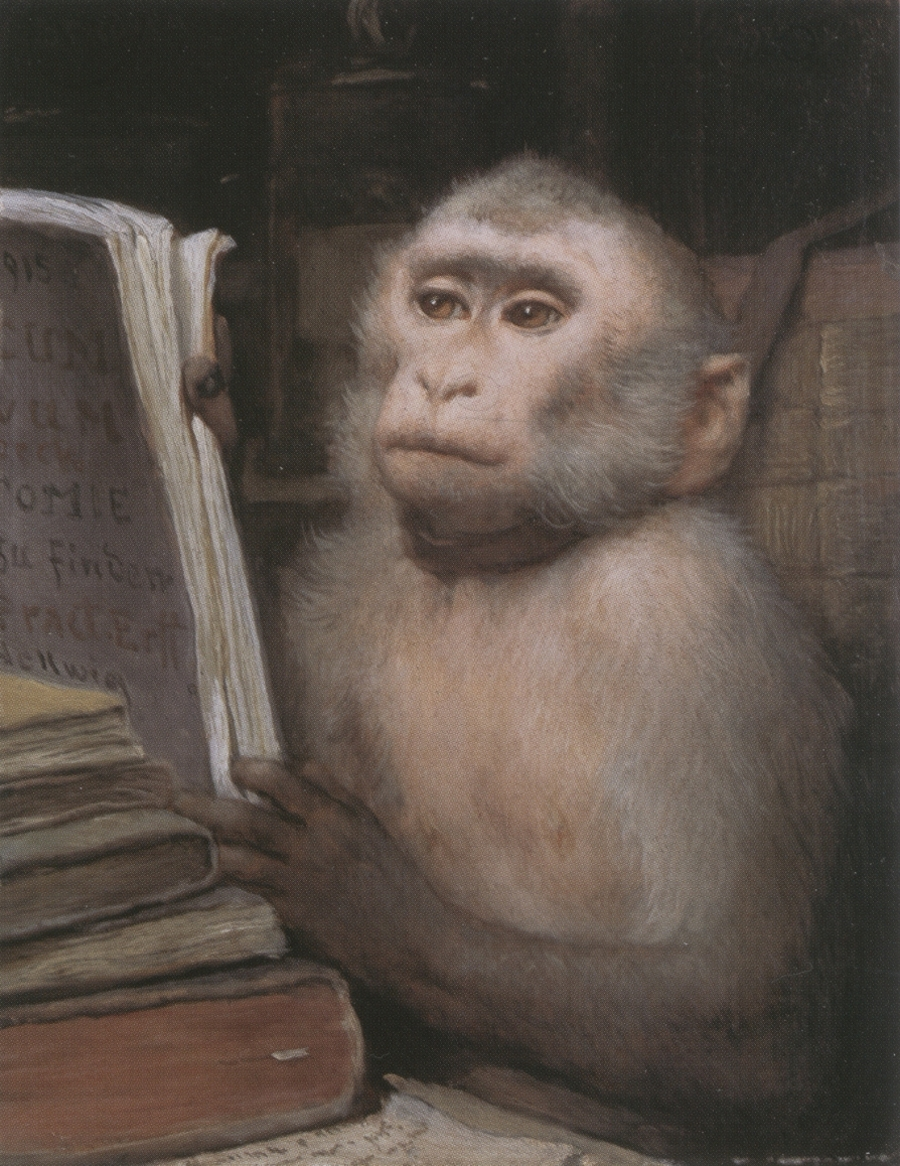
El mono lector.
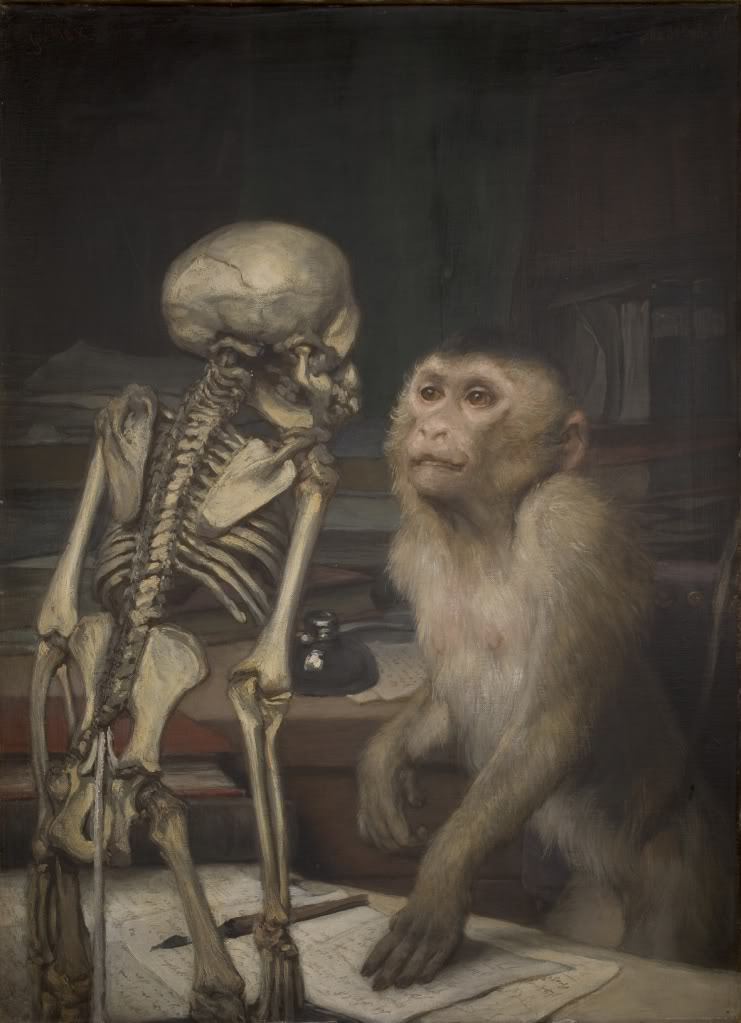
Mono delante del esqueleto.
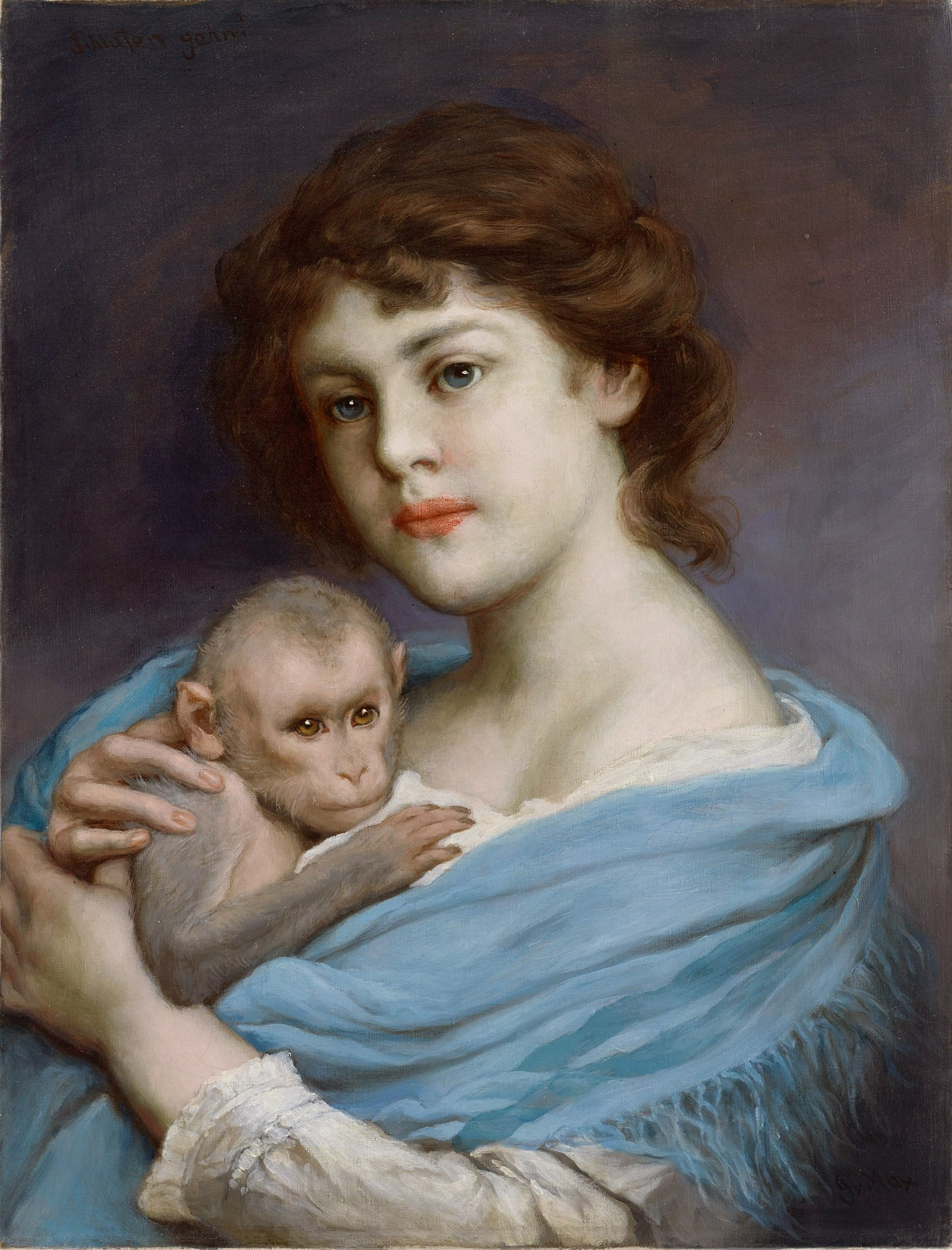
A dormirǃ, 1900.
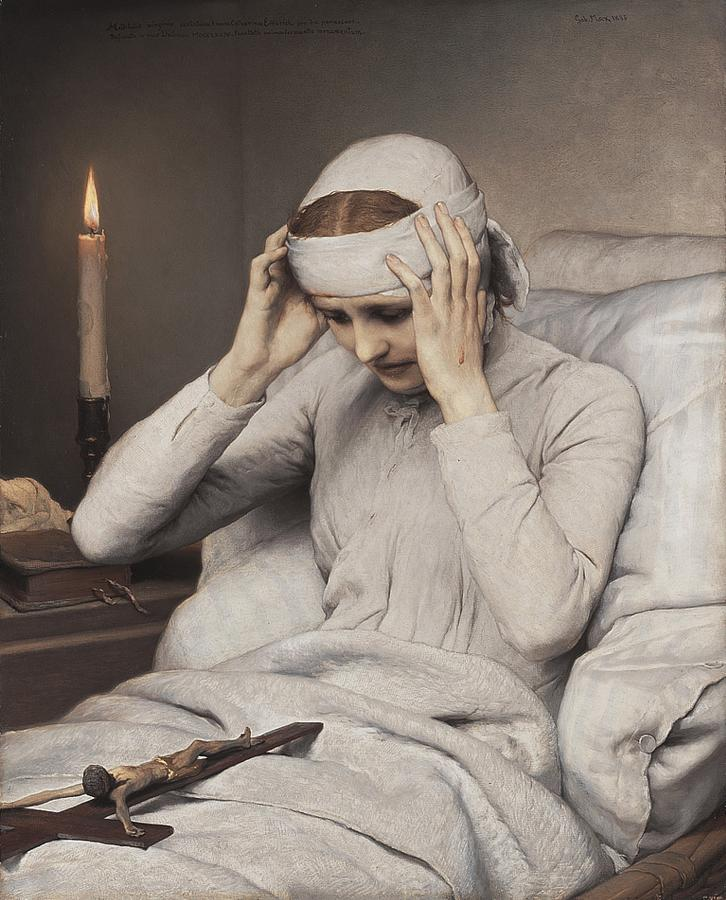
La virgen en éxtasis Katharina Emmerich.
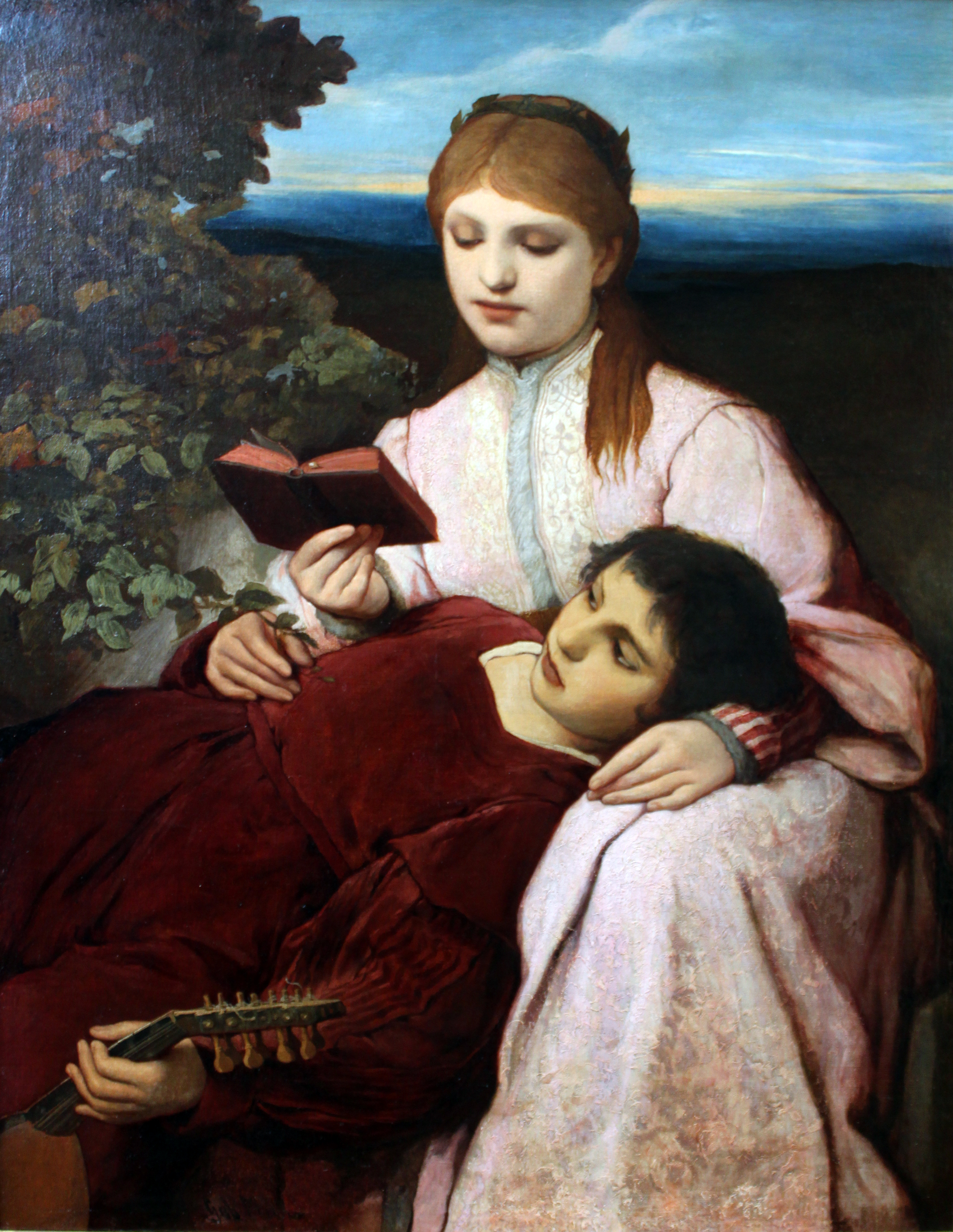
La hora de ocio, anagoria